# Gang de Reno
Le gang de Reno (en anglais Reno Gang), également connu sous le nom de Reno Brothers Gang et The Jackson Thieves, était un groupe de criminels qui opérait dans le Midwest des États-Unis pendant et juste après la Guerre de Sécession. Bien que de courte durée, le gang a commis les trois premiers vols de train en temps de paix de l'histoire des États-Unis. La majeure partie de l’argent volé n’a jamais été récupérée.
Le gang fut démantelé par le lynchage de dix de ses membres par des groupes d'autodéfense en 1868. Les meurtres ont provoqué un incident diplomatique international avec le Canada et la Grande-Bretagne, une couverture médiatique internationale et un tollé général dans l'opinion publique, bien que personne n'ait jamais été identifié ou poursuivi pour les lynchages.
Les frères Reno ont été représentés dans au moins trois films, dont les débuts au cinéma d'Elvis Presley dans Love Me Tender (1956), dans lequel il jouait le rôle de Clint Reno, et Rage at Dawn (1955), avec Randolph Scott. Le gang de Reno est également l'antagoniste de la campagne « Ombres » du jeu vidéo Age of Empires III: Definitive Edition.

## Sources
1. ↑  « Reno Gang » (consulté le 6 mai 2025)